# Acacia rigens
Acacia rigens är en ärtväxtart som beskrevs av George Don jr. Acacia rigens ingår i släktet akacior, och familjen ärtväxter. Inga underarter finns listade i Catalogue of Life.